# بخش بردز ایسلند، شهرستان رنویل، مینه سوتا
بخش بردز ایسلند (به انگلیسی: Bird Island Township) یک منطقهٔ مسکونی در ایالات متحده آمریکا است که در شهرستان رنویل، مینه‌سوتا واقع شده‌است.
 بخش بردز ایسلند ۸۵٫۴ کیلومتر مربع مساحت و ۲۶۹ نفر جمعیت دارد و ۳۳۰ متر بالاتر از سطح دریا واقع شده‌است.